# Smegma

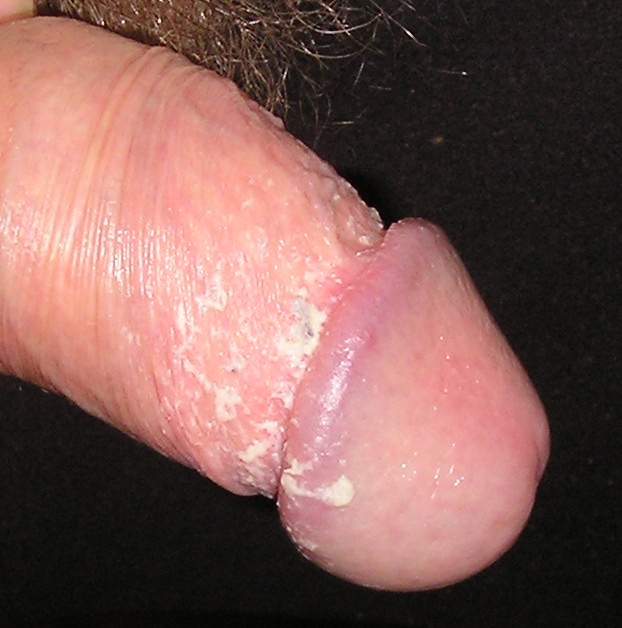
Smegma op een menselijke penis.

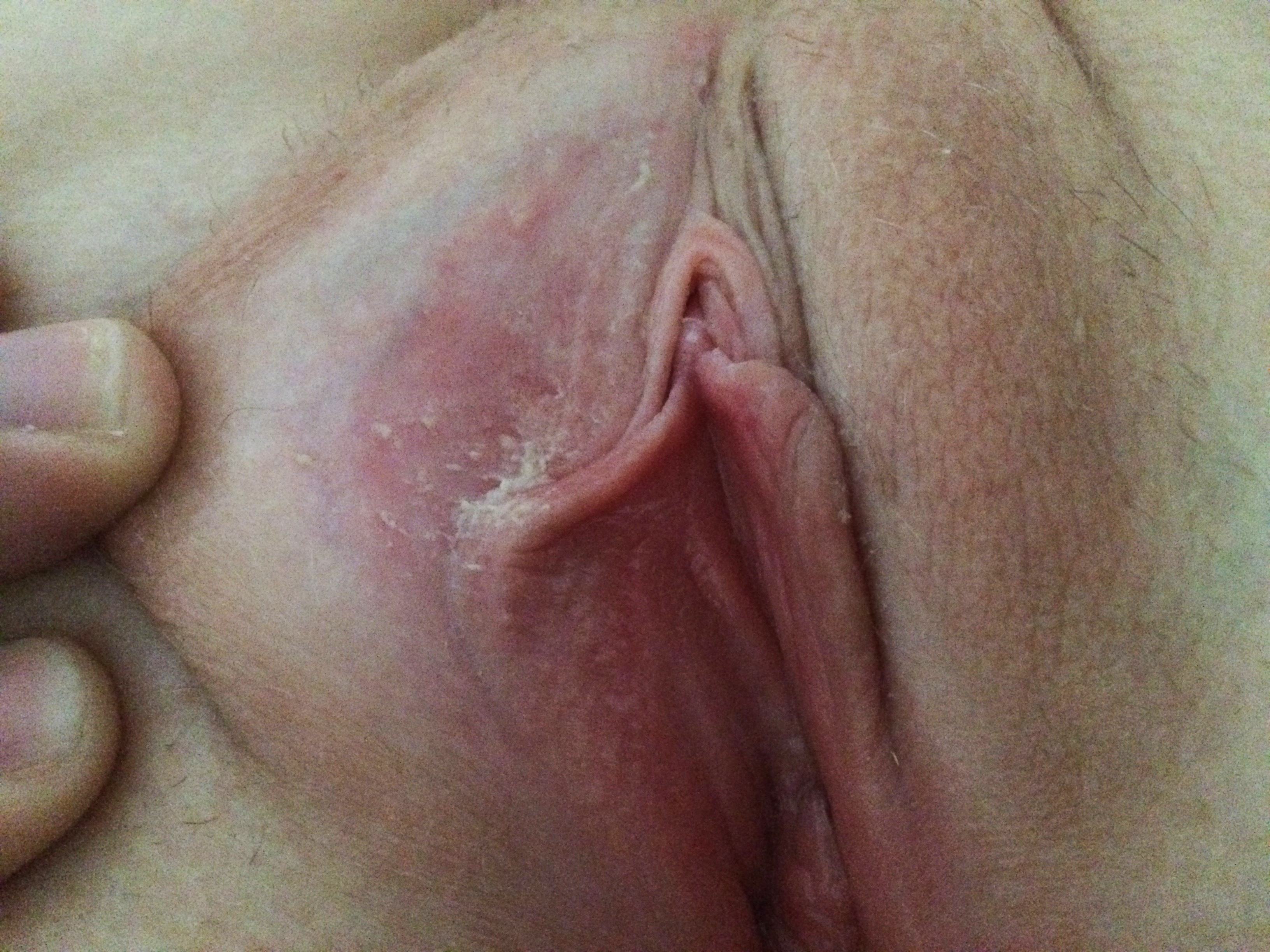
Een menselijke vulva met wat goed zichtbaar smegma tussen de schaamlippen.

Smegma (Grieks τό σμήγμα "zeep") of voluit smegma praeputii is een mengeling van epitheelcellen, huidafscheiding en vocht, die zich kan ophopen onder de voorhuid van de penis en in de vulva met een karakteristieke sterke geur en smaak, veroorzaakt door melkzuurbacteriën. Smegma komt voor bij alle mannelijke en vrouwelijke zoogdieren.

## Bij vrouwen
De ophoping van talg in combinatie met dode huidcellen vormt smegma. Smegma clitoridis wordt gedefinieerd als de afscheiding van de apocriene klieren van de clitoris, in combinatie met afschilferende epitheelcellen. Klieren die zich rond de clitoris, de kleine schaamlippen en de grote schaamlippen bevinden, scheiden talg af.
Als smegma niet vaak wordt verwijderd, kan dit leiden tot verkleving van de clitoris, waardoor stimulatie van de clitoris (zoals masturbatie) pijnlijk kan worden (clitorodynie).

## Bij mannen
Bij mannen helpt smegma de eikel vochtig te houden en vergemakkelijkt het de geslachtsgemeenschap door als glijmiddel te werken. Oorspronkelijk werd gedacht dat smegma wordt geproduceerd door talgklieren in de buurt van het frenulum die de klieren van Tyson worden genoemd; latere studies hebben deze klieren echter niet gevonden. Joyce Wright stelt dat smegma wordt geproduceerd uit minuscule microscopisch kleine uitsteeksels van het slijmvliesoppervlak van de voorhuid en dat levende cellen constant naar het oppervlak groeien, vetdegeneratie ondergaan, zich afscheiden en smegma vormen. Satya Parkash en anderen ontdekten dat smegma 26,6% vetten en 13,3% eiwitten bevat, wat volgens hen consistent was met necrotisch epitheelafval.
Nieuw geproduceerde smegma heeft een gladde, vochtige textuur. Men denkt dat het rijk is aan squaleen en dat het prostaat- en zaadafscheidingen, afgeschilferde epitheelcellen en het mucinegehalte van de urethrale klieren van Littré bevat. Smegma bevat cathepsine B, lysozymen, chymotrypsine, neutrofiel elastase en cytokines, die het immuunsysteem ondersteunen.
Volgens Wright wordt er weinig smegma geproduceerd tijdens de kindertijd, hoewel de voorhuid talgklieren kan bevatten. Ze zegt ook dat de productie van smegma toeneemt vanaf de adolescentie tot seksuele rijpheid, wanneer de functie van smegma voor smering zijn volledige waarde aanneemt, en vanaf middelbare leeftijd begint de productie af te nemen en op hoge leeftijd wordt er vrijwel geen smegma meer geproduceerd. Jakob Øster meldde dat de incidentie van smegma toenam van 1% bij 6- tot 7-jarigen en 8- tot 9-jarigen tot 8% bij 14- tot 15-jarigen en 16- tot 17-jarigen.